# Aeródromo La Esperanza
El Aeródromo La Esperanza (OACI: SCMH) es un terminal aéreo ubicado en la comuna de Marchigüe, Provincia Cardenal Caro, Región del Libertador General Bernardo O'Higgins, Chile. Es de propiedad privado.